# Bereżniwka
Bereżniwka (ukr. Бережнівка) – wieś na Ukrainie, w obwodzie połtawskim, w rejonie połtawskim. W 2001 liczyła 958 mieszkańców, spośród których 930 wskazało jako ojczysty język ukraiński, 19 rosyjski, 3 białoruski, 2 ormiański, a 4 inny.